# Ferme de l'Église (Boissei-la-Lande)
La ferme de l'église est un ensemble d'édifices du XVIe – XVIIe siècle situé dans la commune de Boissei-la-Lande, en France.

## Localisation
Le monument est situé dans le département français de l'Orne, dans la commune de Boissei-la-Lande.

## Historique

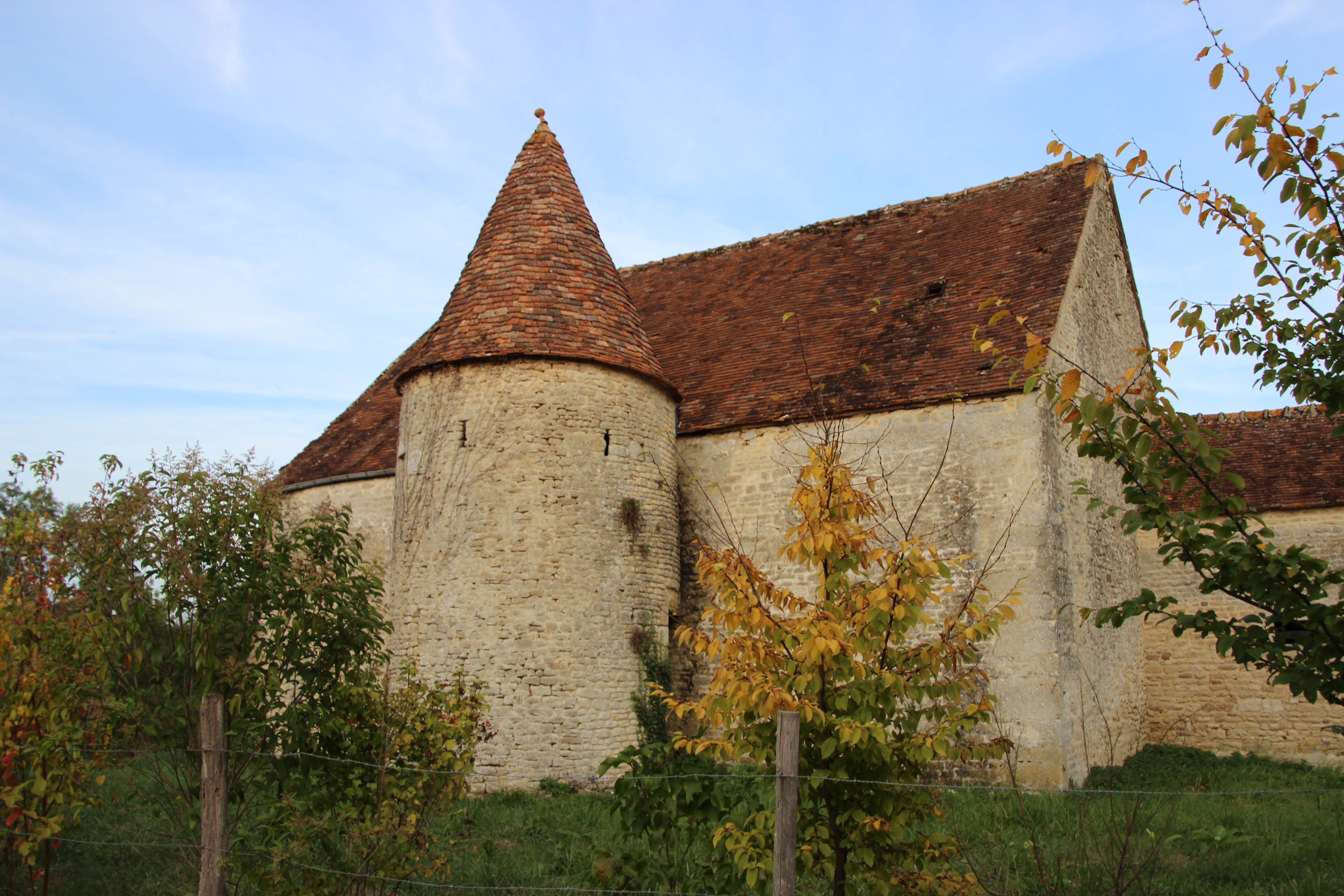
Manoir du XVIe siècle dans l'enceinte de la ferme de l'église.

Le ferme actuelle date du XVIIe siècle, elle comprend dans son enceinte un manoir du siècle précédent.
L'édifice fait l'objet d'une protection car les façades et les toitures des manoirs des XVIe et XVIIe siècles sont inscrites au titre des Monuments historiques par arrêté du 22 janvier 1986. L'escalier en bois à balustres carrées du manoir du XVIIe siècle est concerné. La motte castrale est également inscrite.
Au XVIe siècle, la seigneurie de Boissei appartient à Pierre de Heudey, écuyer, seigneur de la Motte-Pelley et de Boissei, époux de Catherine de Lonval. Sa fille, Anne de Heudey, dame de Boissei et de la Motte-Pelley, épouse Galois de Harcourt, sire de Bailleul, chevalier de l’Ordre du roi. Elle cède alors la seigneurie à la famille du Viel des Parquets.
Le manoir est probablement construit par Lucas Viel, bourgeois d'Argentan, sieur des Parquets (la sieurie des Parquets se trouve sur le territoire des paroisses de Boissei-la-Lande et de Marcey), contrôleur du domaine d’Argentan et commissaire ordinaire de l’artillerie royale, marié en 1591 et mort en 1638 avec le titre de « seigneur et patron de Boissey » (il est anobli en janvier 1629). Son frère, Jean Viel, était curé de Boissei à cette même époque. Son troisième fils Guillaume, avocat, devient à son tour seigneur de Boissey et des Parquets. Marié à Isabeau du Four, il a quatre fils dont le dernier, François, né en 1618 et également avocat, reprend le titre de seigneur de Boissei (le titre de sieur des Parquets étant revenu à son frère Guillaume).
La seigneurie de Boissei se transmet sur plusieurs générations jusqu’à Jean-Jacques-Sébastien de Viel de Raveton, né en 1745 à Sentilly. Celui-ci vit d’avantages dans l'hôtel de Raveton, à Argentan, et se marie en secondes noces à Marie-Michelle-Charlotte-Madeleine de Roncherolles, fille du comte de Roncherolles. Jean Jacques Sébastien de Viel y décède en 1823, sans descendance mâle. Ainsi, le domaine de Boissey passe dans la famille de Roncherolles à la mort de sa veuve.
Le domaine de Boissey appartient ensuite à la famille Le Brun au cours du XIXe siècle, puis à la famille Gougeon au XXe siècle, jusqu'en 1968.
En 1968, Madame Morice, unique héritière de Marie-Louise Gougeon, sa mère, le vend à un cultivateur, André Renaudin, pour y faire paître une partie de ses bêtes. Ce dernier vend lui-même la parcelle des terres contenant la ferme de l'église en 1977 à Pierrette Fesch. Elle décide de réhabiliter ce lieu, oublié du temps. Pour renforcer ce travail, amorcé dès l'achat, elle crée en 1985 l’association Boissei, jadis et devenir pour sauver et réhabiliter le lieu avec l’aide de bénévoles; cette œuvre de rénovation permet de sauver le bâtiment de la ruine et de l’inscrire à l'inventaire supplémentaire des Monuments historiques en 1986.

## Architecture
La ferme est en forme de quadrilatère.
Le manoir du XVIe siècle est compris dans l'enceinte. Le complexe comporte des communs, une motte castrale, une grange dîmière et un pressoir.
« Voisine de l’église, elle est composée d’un corps de bâtiments flanqué, en retour d’équerre, de tours carrées dont les toits aigus sont surmontés d’épis de terre cuite ; elle parait être datée du XVIIe siècle et a été bâtie par la famille Viel. Au rez-de-chaussée était, dit-on, la salle d’audience (faute de local spécial, le seigneur justicier rendait en effet ses jugements en son château) ; la laverie servait d’abattoir ; de l’actuel fournil on accède à un réduit qui, assure-t-on, renfermait les oubliettes. L’escalier à balustrades de bois, dite en mollet d’abbé, s’ouvre en face de la porte d’entrée. Au nord-ouest et nord-est se développent les douves alimentées jadis par une fontaine qui subsiste. Au nord-est on observe la motte féodale où le seigneur recevait les aveux. Au nord-ouest est une tourelle ronde, de 2m30 de diamètre, ayant servi d’escalier et percée de meurtrières, c’est la partie la plus ancienne. Ces aménagements indiquent que cette ferme était le siège de la primitive seigneurie. »